# Federico Patellani
Federico Patellani (Monza, 1º dicembre 1911 – Milano, 10 febbraio 1977) è stato un fotografo e regista italiano, fotoreporter di guerra e caposcuola del fotogiornalismo in Italia.
Noto per i suoi reportages tematici sulla ripresa della società italiana nel dopoguerra, divenne ben presto un punto di riferimento di un fotogiornalismo raffinato e «colto» che secondo alcuni estimatori ricalcava l'esempio dei reportages statunitensi pubblicati dalla prestigiosa rivista Life. 
È considerato «uno dei più importanti fotografi italiani del XX secolo», esponente della fotografia neorealista. Con lo pseudonimo Pat Monterosso, inoltre, fu fotografo di guerra documentando la guerra in Russia nella seconda guerra mondiale. Il Fondo delle sue fotografie considerato «di impronta socio-antropologica» e consistente in più di 700.000 scatti, è conservato presso il Museo di Fotografia Contemporanea di Cinisello Balsamo.

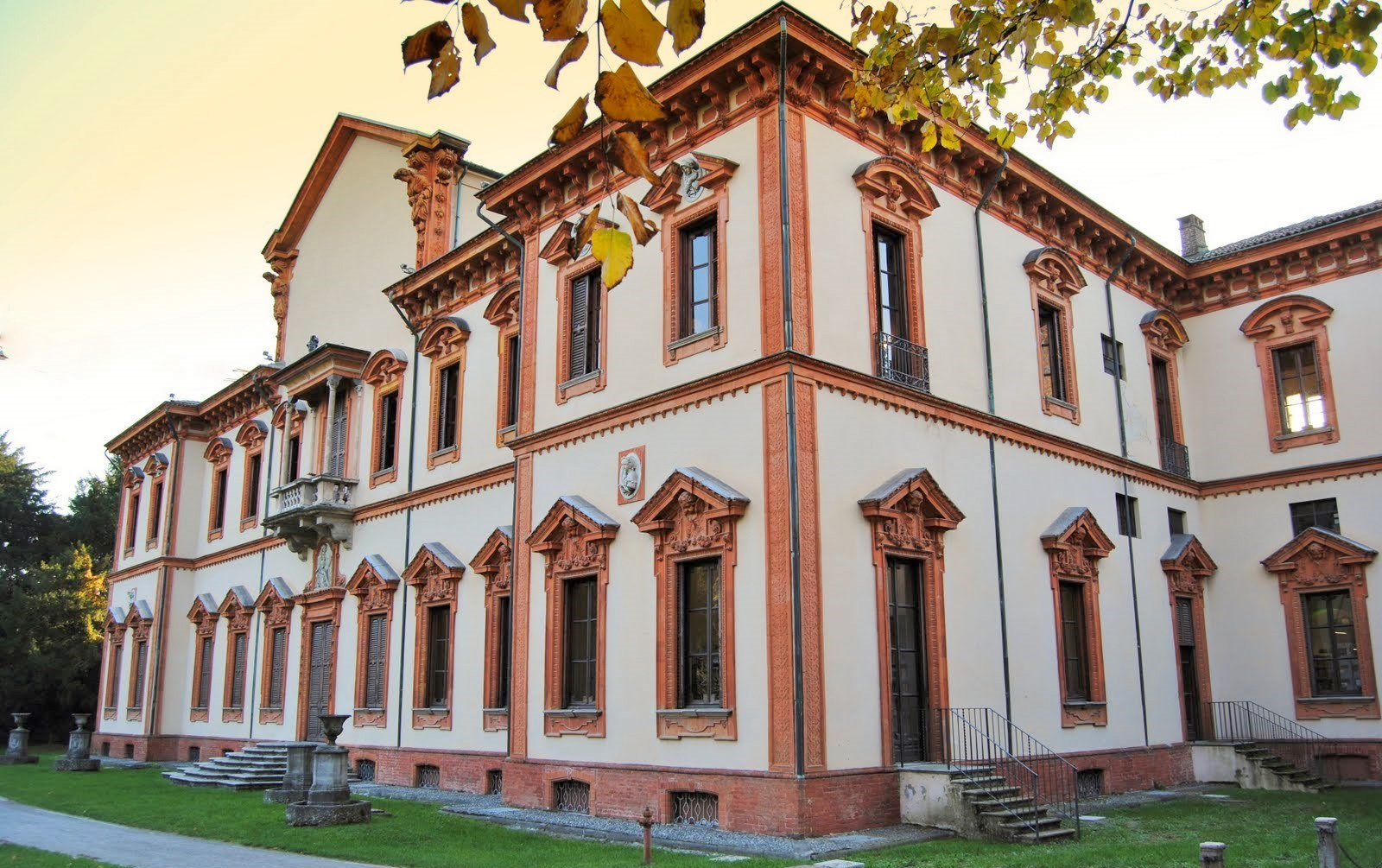
Villa Ghirlanda Silva a Cinisello Balsamo, sede del Museo di fotografia contemporanea custode del fondo fotografico di Federico Patellani per conto degli Archivi dell'immagine della Regione Lombardia

## Biografia
Figlio di Aldo, un avvocato di Monza, Federico incomincia in età liceale ad avvicinarsi alla fotografia grazie proprio al padre, che oltre alla ripresa (gli regalò una macchina a tendina di piccolo formato), gli insegnò lo sviluppo e la stampa fotografica in camera oscura. Continuando a studiare per avvocato come il padre, presso la facoltà di giurisprudenza di Milano, frequentò diversi circoli artistici e letterari, finché nel 1935 come ufficiale dell'esercito italiano fu incaricato di fotografare le operazioni del Genio in Africa orientale. Al suo ritorno in Italia scelse di lasciare la carriera di avvocato per dedicarsi completamente alla fotografia. Sposatosi con Laura Schibler, «nel 1938, nacque il figlio Aldo». Nel 1939 incomincia a collaborare con il rotocalco Tempo, un settimanale che doveva diventare ben presto il primo esempio del fotogiornalismo in Italia, con immagini che "raccontavano" gli avvenimenti come le parole e in cui Patellani rappresenta da subito un punto di riferimento anche per i suoi fototesti, un modo nuovo, ideato proprio dal fotoreporter, per la descrizione delle fotografie con un breve testo esplicativo delle stesse.
La seconda guerra mondiale lo consacra fotografo di guerra, è infatti reporter sul Fronte orientale con lo pseudonimo di Pat Monterosso. I suoi reportages sulla guerra oltre che in Russia, continuano anche in Italia, dove nel 1943 fotografa gli effetti distruttivi dalla guerra a Milano e Valmontone, Cassino e Napoli con sue foto che appaiono non solo sulla rivista Tempo ma anche su diverse testate di quotidiani nazionali.
Fotografa inoltre aspetti della ripresa italiana con reportage sulla FIAT e l'Italsider, aspetti della quotidianità con la cronaca oltre che attori, attrici e Miss Italia. È impegnato inoltre in inchieste che affrontano il sociale, come quella sugli operai delle miniere di carbone a Carbonia (Sardegna), realizzata nel 1950 per il settimanale «Tempo».
La sua collaborazione oltre che rivolta verso moltissimi quotidiani italiani è anche per riviste importanti come Epoca, La Domenica del Corriere e La Storia Illustrata. Reportage tematici in diverse parti del mondo come in Kenya e diversi altri stati africani, Messico, Ecuador e nel 1976 in Ceylon.
Secondo il figlio Aldo, un ulteriore esclusivo aspetto riguardante il lavoro del padre, grazie alla notorietà e alla fiducia professionale goduta come fotogiornalista presso le redazioni italiane ed estere di tutta Europa, era quello di essere lui stesso il proponente dei propri reportages; anziché svolgere servizi su commissione, era quindi lo stesso Patellani ad indicare ai giornali l'acquisto dei servizi che si proponeva di realizzare o che erano in via di realizzazione.
Muore a 65 anni, il 10 febbraio 1977, a Milano.
Copiosa la produzione di libri fotografici a tema e di foto apparse in diversi libri di importanti case editrici di tutto il mondo. Il suo archivio fotografico si trova oggi presso il Museo di fotografia contemporanea di Cinisello Balsamo. Le sue foto sono richieste da diversi enti in molte città d'Italia ed in alcuni paesi del mondo, sia per mostre personali che tematiche collettive.

## Fotografo di guerra

Patellani 1945: Ricostruzione della posizione del corpo di Mussolini dopo gli spari, simulata da Urbano Lazzaro

Guerra d'Etiopia nel 1935; Seconda guerra mondiale nel Fronte orientale o campagna di Russia; Italia, Milano 1943 e Valmontone nel 1945, sono gli scenari di guerra, dove Federico Patellani o Pat Monterosso (suo pseudonimo da inviato in Russia), presta la sua opera come fotoreporter di guerra.

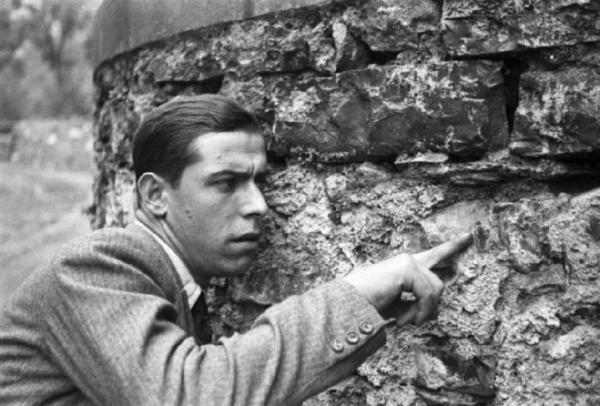
Patellani 1945: Ricostruzione dell'uccisione di Benito Mussolini, il partigiano Bill (Urbano Lazzaro) indica il punto preciso del muro dove avvenne la fucilazione a Giulino di Mezzegra

I suoi reportage di guerra iniziano nel 1935, nella parte orientale del Corno d'Africa, in Eritrea e nella Etiopia italiana. L'ufficiale del genio dell'Esercito italiano, Federico Patellani, ha in quel tempo ventiquattro anni. Con la sua Leica I fotografa nella campagna d'Africa cento rullini. Le sue fotografie sono incentrate più sugli "scenari" e sulle "condizioni" della guerra in corso, che su immagini cruenti dei combattimenti. Fotografa i suoi compagni d'armi, la popolazione del luogo, i mercati, gli indigeni, lo sbarco e la ripartenza delle truppe per e dall'Africa. Sarà un giornale di Milano, L'Ambrosiano, che al suo ritorno in Italia, si interessa all'acquisto e alla pubblicazione di quelle foto per alcuni servizi giornalistici. Già da questo primo servizio «[...] si può già individuare lo stile narrativo che caratterizzerà costantemente il suo lavoro fotografico;un gusto per il racconto sviluppato e derivato anche dalla sua forte passione per la letteratura». «Da questo momento Patellani farà della fotografia una professione. Nel 1939 infatti lascia definitivamente il diritto per dedicarsi al fotogiornalismo».
Il 1939 sarà anche l'inizio della sua stretta collaborazione con il settimanale Tempo. Qui Patellani entra in contatto con personaggi, che collaborando con la rivista, avrebbero influenzato negli anni a venire, il giornalismo, la letteratura, il designer, il cinema e molti altri aspetti della cultura italiana: Alberto Mondadori, Salvatore Quasimodo, Cesare Zavattini, Indro Montanelli, Bruno Munari, Alberto Lattuada e Leonardo Sinisgalli. È in questo ambiente che il "fotografo nuova formula" arricchisce lo stile "narrativo" che contraddistinguerà ogni sua fotografia.
Allo scoppio della Seconda guerra mondiale, il fotoreporter è pronto per una nuova impresa. Richiamato nel 1941, l'ufficiale Patellani, fotografo personale del noto generale Giovanni Messe (che diventerà Maresciallo d'Italia), segue l'esercito e la squadra di fotocineoperatori in Russia, meglio conosciuto come Fronte orientale del conflitto mondiale. Anche qui come aveva fatto per la guerra in Africa fotografa «temi legati alla quotidianità» prediligendo fotografie sulla vita di tutti i giorni dell'esercito e della gente del luogo, più che i campi di battaglia. Purtroppo il materiale fotografico su questa "campagna" è scarso e può contare esclusivamente sulle immagini inviate alla rivista Tempo e su quelle poche oggi esistenti nell'archivio del suo Fondo fotografico. Molto materiale infatti si è perso, come per esempio, quello inviato a Roma con una serie di altri filmati per l'Istituto Luce.
Ritornato dalla Russia con un treno ospedale nel 1942, Patellani continua con i reportages legati alla guerra fotografando le distruzioni di alcune importanti città italiane. Nel 1943 è la volta di Milano sotto i bombardamenti e le macerie; è molto probabile che a questo periodo sono riferiti i due documenti dattiloscritti: L'Italie ne danse pas (L'Italia non danza affatto) e La vie des décombres (La vita delle macerie), accurati "fototesti" che descrivono la distruzione e la vita della gente fra le macerie. Nel 1945, dopo che Patellani ha passato due anni in un campo di internamento in Svizzera, è la volta di Valmontone, Cassino e Montecassino dove il fotoreporter documenta le distruzioni provocate da una guerra violenta fra nazisti ed alleati e la vita di stenti dei sopravvissuti.

## Fotogiornalista

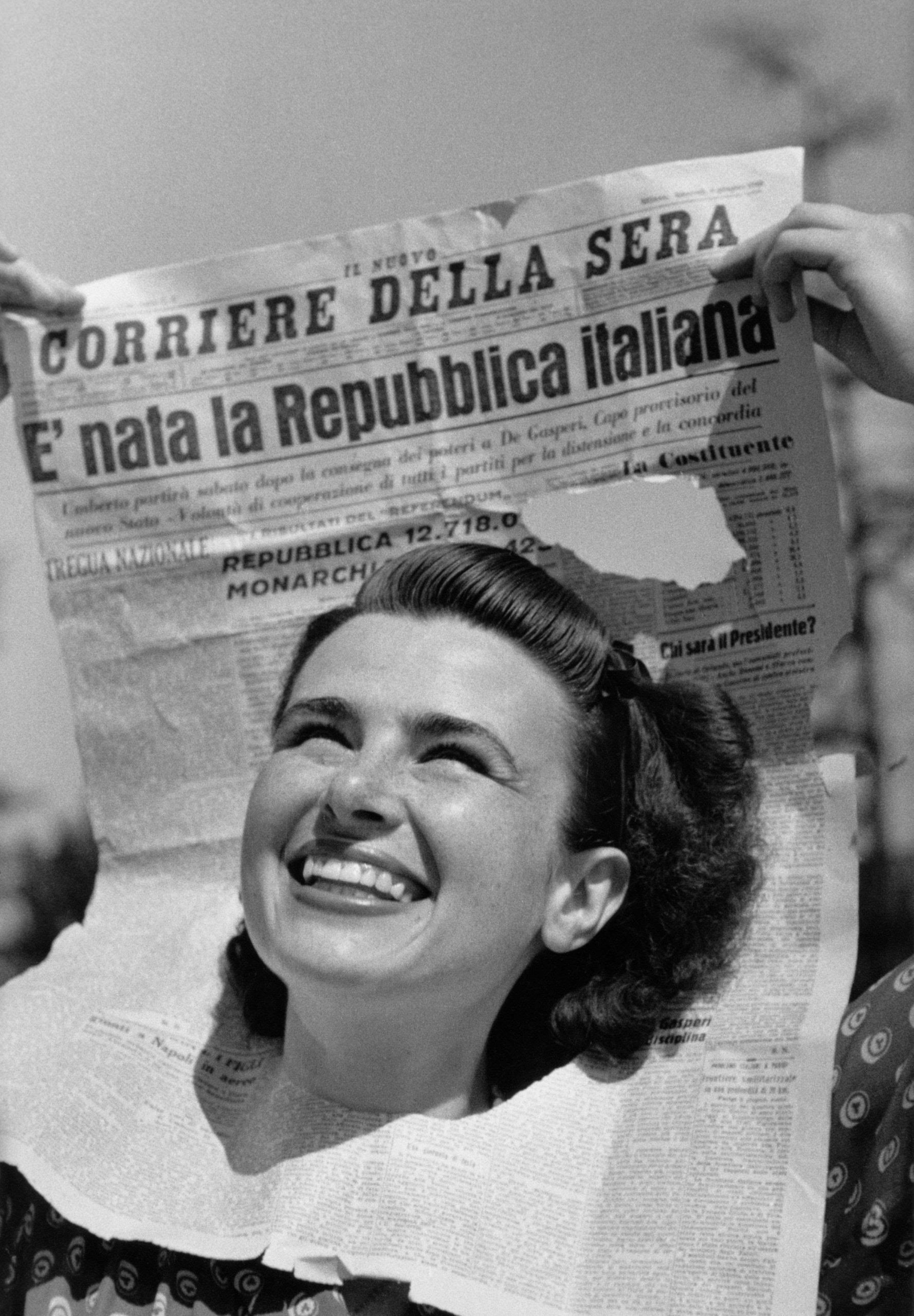
Il volto "simbolo" di Anna Iberti
Già collaboratore del settimanale «Tempo», Patellani consolida il rapporto con il rotocalco milanese con servizi speciali sugli avvenimenti più importanti che interesseranno l'Italia del dopoguerra. Lo fa rompendo gli schemi tradizionali del fotogiornalismo italiano: la fotografia diventa, in modo dirompente, documento esplicativo di un evento. Patellani si fa promotore di una concezione fotografica "diversa" e interprete di emozioni che riescono a «catturare immagini "viventi, attuali, palpitanti", cogliendo il movimento e il sensazionale». Un esempio "storico" è l'immagine di copertina di «Tempo» del 15 giugno 1946 (n. 22), in cui un'unica immagine occupa tutta la copertina per "documentare" la nascita della Repubblica Italiana. L'immagine rappresenta il primo piano del viso di una bella ragazza sorridente che "sfonda" con la testa la prima pagina del «Corriere della Sera», che annunciava proprio la nascita della Repubblica e che invece non conteneva nessuna foto, sovrapposta a una copia del Corriere della Sera con la notizia dei risultati della nascita della Repubblica Italiana. La celebre foto fu realizzata per il settimanale Tempo (edizione del 15 giugno 1946) come parte di un servizio fotografico celebrativo della Repubblica e del nuovo ruolo della donna; fu proposta anche in prima pagina dallo stesso Corriere e in seguito riutilizzata in molte campagne e manifesti - Fondo Patellani presso il Museo di fotografia contemporanea

Da questo momento Patellani diventa il fotoreporter di riferimento del settimanale che diretto prima da Alberto Mondadori ed Indro Montanelli, passa la mano ad Arturo Tofanelli. Dal 1946 in poi il fotografo concentrerà la sua attenzione su alcune realtà del Sud Italia documentando con i suoi scatti la lenta ripresa delle città martoriate e semidistrutte, nonché dei lavoratori che si riorganizzano, dagli operai delle solfare ai contadini ed ai pescatori.
Nel 1950 è la volta della Sardegna fino a quel momento terra italiana dimenticata. In Sardegna realizza per conto di Tempo, quattro reportages esclusivi in cui Patellani scrive anche i testi, una inchiesta articolata sull'isola che il settimanale titola proprio L'inchiesta in Sardegna con temi che spaziano dal sociale al antropologico: Carbonia «ex città/fabbrica di fondazione fascista, colta nel suo stato di degrado e di smobilitazione», famosa la foto bianco nero che mostra in primo piano il viso di un minatore più quelli di altri minatori, posti su piani diversi con i visi neri impolverati per la polvere di carbone, su un fondo di nuvole grigie oscure; Cagliari in cui documenta la semidistrizione e le rovine della città provocata dalla guerra; il banditismo sardo e in particolar la ripresa di quello in Barbagia e infine gli scatti sulla cristallizzazione di una società pastorale e agricola dell'isola nell'evidenza dei suoi aspetti arcaici.
Nel 1952 fonda una propria agenzia fotografica, la Pat Photo Pictures, che diventerà ben presto un folto archivio di foto che realizza lui stesso in diverse parti del mondo, diventando fonte di approvvigionamento di immagini per testate giornalistiche ed editori nazionali ed internazionali. In quello stesso anno realizza per Tempo un reportage nel Sud Italia che titola Italia magica, famosa diventa una sua immagine sulla divinazione "fai da te" del piombo fuso gettato nell'acqua gelata. Nel 1953 è prima in Grecia e poi in Turchia per immagini dell'archivio della sua agenzia, per poi tornare nel 1954 nel sud Italia dove realizzerà per la televisione i documentari Viaggio nei paesi di Ulisse e Viaggio in Magna Grecia. Nel 1959 è la volta di una serie di reportages intitolati Paradiso Nero e realizzati in Africa centrale dal Congo belga al Kenya, e pubblicati dalla rivista Epoca. Sarà sempre nel 1959 che il fotografo monzese incomincia la sua collaborazione con le più importanti testate nazionali del tempo come La Domenica del Corriere, Storia Illustrata, Atlante e Successo con la cessione di servizi fotogiornalistici realizzati in tutto il mondo.
Intanto Patellani fotografa anche «l'Italia della ripresa e che cercava di dimenticare il proprio passato recente». Fotografa intellettuali e appartenenti al mondo della cultura, ritrae Giuseppe Ungaretti, Salvatore Quasimodo, Thomas Mann, Carlo Carrà, Ardengo Soffici, Elio Vittorini, Benedetto Croce, Alberto Savinio, Massimo Campigli, Bruno Munari, Mario Sironi, Eugenio Montale, Oreste Del Buono, Filippo de Pisis per citarne solo alcuni. Fotografa L'Italia di Miss Italia, il concorso di bellezza che eleggeva la ragazza più bella d'Italia e che come esteta interpreta con un particolare modo del bello, badando a inquadrature insolite e ad aspetti del tutto innovativi, mai banali: le concorrenti in corsa, le "misurazioni" delle aspiranti, le pose volutamente "artefatte" che esprimono ironia. Questo è anche il tempo in cui fotografa moltissimi divi del cinema italiano che rinasce, e grazie alla amicizia di lunga data con diversi importanti registi e produttori, come Dino De Laurentis, Alberto Lattuada, Carlo Ponti e Federico Fellini, è uno dei pochi fotografi a cui è permesso di operare in tutta libertà sui set cinematografici. Il suo archivio fotografico si arricchisce di scatti insoliti anche per "le composizioni": la bellezza di Sophia Loren, la romantica Ingrid Bergman in una inquadratura che mostra un lato del suo viso fotografata sugli scogli e con i capelli al vento, la sensuale Silvana Mangano durante la ripresa del film Mambo, Anna Magnani con il solo volto e gli occhi semichiusi che emerge dall'acqua, Lucia Bosè a un concorso di Miss Italia e il controllo della sua dentatura da parte di un giornalista, Gina Lollobrigida in costume folcloristico che mostra le gambe senza imbarazzo (Miss Italia - Stresa - 1947), e poi Totò con un asciugamano bianco portato al volto "come dopobarba", Luchino Visconti pensoso ed accigliato in un primo piano da fumatore, Vittorio De Sica con Cesare Zavattini, Carla Del Poggio con Jean Gabin, Federico Fellini e Giulietta Masina travestita da Gelsomina in una pausa del film La strada, Kirk Douglas durante le riprese di Ulisse, e tanti altri.
Oltre questa importante fase, Patellani continuerà fino alla sua morte a fotografare in tutti i continenti. Accompagnato dal figlio Aldo si recherà in diverse parti della terra sia per reportage tematici, sia per le immagini di quello che era già un corposo e vario archivio fotografico, dal Kenya e diversi altri stati africani al Messico, dall' Ecuador al Ceylon nel 1976, lavorando sino alla fine come fotoreporter (che aveva inventato) in Italia, una "nuova formula".
La nota storica e critica della fotografia italiana e direttore scientifico del MUFOCO, Roberta Valtorta, nel catalogo di una mostra fotografica tenuta a Torino nel 2015, ha giudicato il lavoro del fotogiornalista nel seguente modo: «Sensibile e colto narratore, testimone puntuale della società italiana, Federico Patellani, grande maestro del reportage classico e uno degli autori che maggiormente hanno contribuito a definire l'idendità della fotografia italiana anche sul piano internazionale, ha raccontato con linguaggio non retorico il Paese del dopoguerra, la ripresa economica, le industrie, la moda, il costume, la vita culturale. [...] un fotografo di classe. Un fotogiornalista speciale [...]»

## Altre attività
Letteratura, pittura e cinema furono le passioni e gli interessi che Patellani coltivò nella sua vita e che influenzarono profondamente la sua attività principale di fotografo-giornalista capace di «pensare per immagini».
Patellani, infatti, esordisce già in giovane età come pittore, interesse che accresce frequentando durante gli anni degli studi universitari, fra diversi circoli culturali, anche il "gruppo del caffè Craja" noto in quegli anni per essere a Milano il «luogo di ritrovo dei poeti, degli artisti, degli architetti». «In età matura si riaccese in lui l'amore, in realtà mai sopito, per la pittura e riprese a dipingere».
Mentre è impegnato a tempo pieno come fotografo, emerge in Patellani anche un forte interesse per il cinema. Un interesse manifestato per diversi ruoli: Nel 1939 è produttore cinematografico insieme a Carlo Ponti, una co-produzione per il film di Mario Soldati, Piccolo mondo antico, tratto dall'omonimo romanzo di Antonio Fogazzaro; quattordici anni dopo, nel 1953, è aiuto regista di Alberto Lattuada nel film  La lupa, tratto dall'omonima novella di Giovanni Verga; nei tre anni successivi girerà due documentari per la televisione, nell'Italia del Sud, Viaggio in Magna Grecia e Viaggio nei paesi di Ulisse; infine, un lungometraggio nel Centro America, intitolato America Pagana. Un viaggio che porta Patellani e il suo amico scrittore Aldo Buzzi in un "tour de force" di diecimila chilometri che percorre il Messico, il Guatemala, El Salvador, Honduras, Nicaragua, Costa Rica, Panama ed Ecuador. «Partendo da Vera Cruz, il documentario ripercorre a ritroso il cammino della civiltà Maya attraverso otto paesi, mostrando i luoghi e le persone, illustrando i monumenti, rievocando le vicende storiche». Lungometraggio in cui Patellani questa volta è anche regista.

## Ma.Co.f. - Centro della Fotografia Italiana a Brescia
Dal 14 maggio 2016, il piano nobile del palazzo Palazzo Martinengo Colleoni di Malpaga di Brescia ospita il museo Ma.Co.f. - Centro della Fotografia Italiana. Creato per volontà dei fotografi Gianni Berengo Gardin e Uliano Lucas, in collaborazione con l'architetto Renato Corsini, il museo espone una collezione permanente di circa 240 fotografie originali di 42 tra i più importanti e rappresentativi fotografi italiani del XX secolo, tra i quali Federico Patellani.

## Mostre
- 2019, Monza, Da Monza verso il mondo (dedicata a Federico Patellani), Arengario di Monza, dal 25 Maggio 2019 al 28 Luglio 2019[48]
- 2016 - 2017, Cinisello Balsamo, La guerra è finita. Nasce la Repubblica, Museo di fotografia contemporanea (MUFOCO), dal 17 Settembre 2016 al 30 Aprile 2017[49]
- 2015, Torino, Federico Patellani, professione fotoreporter, Palazzo Madama e Casaforte degli Acaja[50]
- 2015, Milano, Italia Inside Out, Palazzo della Ragione[51]
- 2014, Genova, La realtà che sfugge, Palazzo della Meridiana[52]
- 2012, Parma, I mille. Scatti per una storia d'Italia attraverso le collezioni CSAC, Palazzo Centrale dell'Ateneo di Parma[53]
- 2009, Nuoro, Un fotoreporter in Sardegna 1950-66, Centro polifunzionale[54]
- 2009, Cinisello Balsamo, America Pagana, sala collezione permanente del Museo di Fotografia Contemporanea[55]
- 2008 - 2009, Lugano, Photo20esimo. Maestri della fotografia del XX secolo, Museo cantonale d'arte di Lugano[56]
- 2008, Winterthur, Neorealismo, Fotomuseum di Winterthur[57][58]

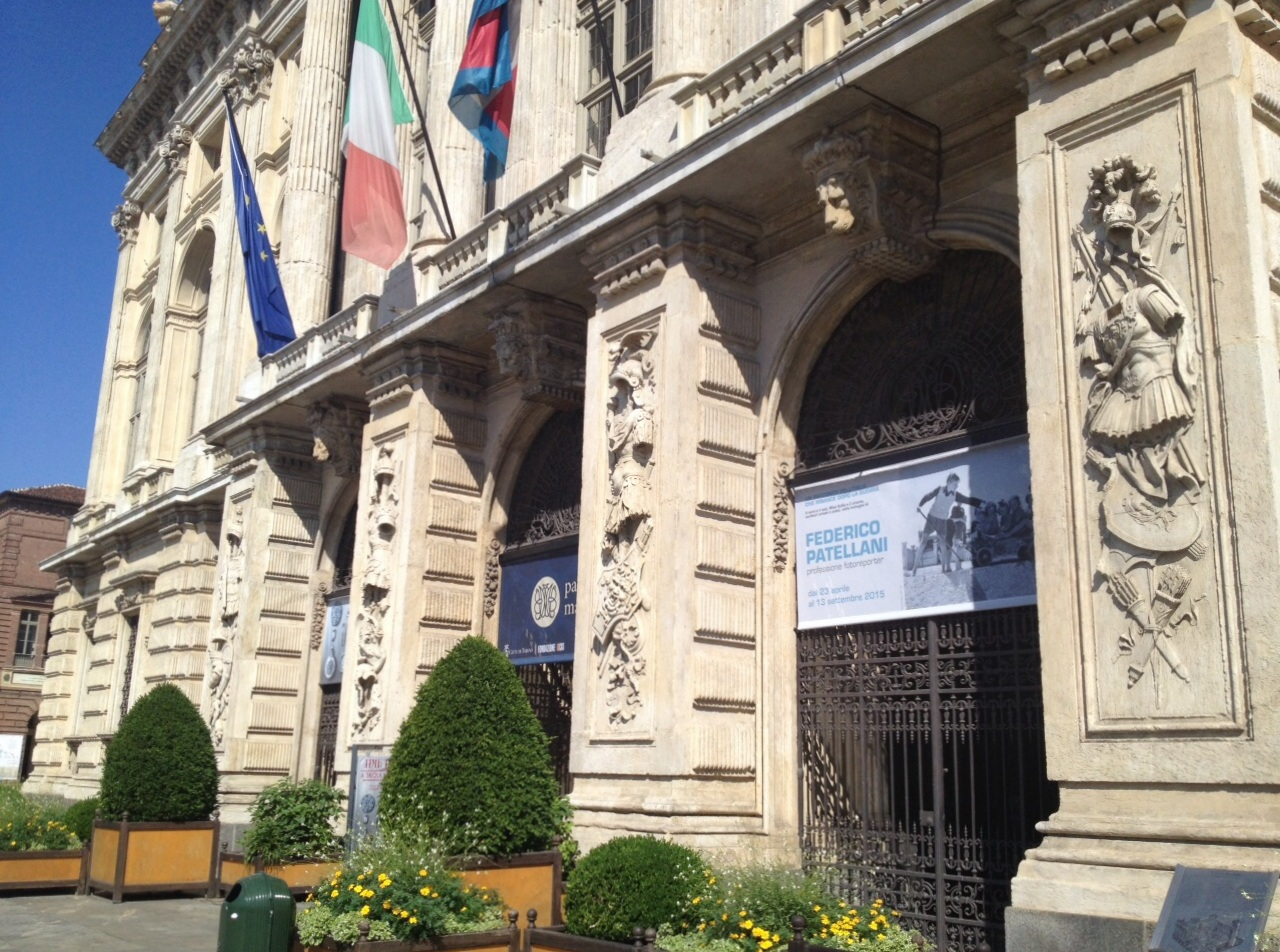
Una delle tante mostre del fotoreporter. Qui a Palazzo Madama di Torino (23 aprile 2015 - 13 settembre 2015)

- 2008, Cagliari, Un fotoreporter in Sardegna 1950-1966, Centro Comunale d'Arte e Cultura ExMà[59]
- 2008, Milano, Volti. Federico Patellani e il cinema, mostra a cura del Comune di Milano, Agis Lombardia e Museo di fotografia contemporanea[60][61]
- 2007, Madrid, Neorelismo, PHoto Espana[57][58]
- 2004, Colonia, Forum für Fotografie[57][58]
- 1999, Madrid, PHoto Espana[57][58]
- 1998, Arles, Rencontres Internationales de la Photographie di Arles[57][58]
- 1995, Francoforte sul Meno, Deutsches Filmmuseum[57][58]
- 1995, Wolfsburg, Kunstmuseum di Wolfsburg[57][58]
- 1995, Milano, Museo Bagatti Valsecchi[57][58]
- 1994, New York, Solomon R. Guggenheim Museum[57][58]
- 1989, Milano, Lo studio De Stefanis, Galleria Il Diaframma[62]
- 1989, Spilimbergo, 150 anni di fotografia in Italia: un itinerario, Palazzina di Viale Barbacane[63]
- 1988, Milano,  È ora di Messico, Galleria Il Diaframma[62]
- 1985, Milano, Collettiva sul tema della fotografia di viaggio, Galleria Il Diaframma[62]
- 1979, Venezia, Biennale di Venezia[57][58]
- 1965, Sesto San Giovanni, Biblioteca comunale[57][58]
- 1955, Sesto San Giovanni, Prima Mostra Nazionale di Fotografia Italiana[64]

## Opere
- Federico Patellani - Documenti e notizie raccolti in trent'anni d viaggio nel sud, di Federico Patellani e Angelo Schwarz, supplemento de "Il Diaframma fotografia italiana", n. 224, Ediphoto, Milano marzo 1977
- 25 anni di fotografie per i giornali, di Federico Patellani, Aldo Martello Editore, Milano 1965
- Viaggio nel Paradiso Nero, di Federico Patellani, Mondadori, Milano 1959
- I Maya, di Federico Patellani e Vittorio Bonicelli, Aldo Martello Editore, Milano 1957
- KK Khhajuraho Konarak - la vita e l'amore nelle favolose sculture dei templi indiani, di Federico Patellani, Bruno Alfieri Editore, Milano

### Documenti di Tempo
Le monografie i "Documenti di Tempo" con le foto e fototesti di Federico Patellani sono state:
- Il 1951 nel mondo. Terrori e speranze
- Il 1954 nel mondo. Scandali e primati
- Il 1955 nel mondo. Dalla terra alla luna
- Il 1956 nel mondo. Libertà e violenze
- Il 1957 nel mondo. Pace o guerra dal cielo
- Il 1958 nel mondo. Missili e petrolio
- Il 1959 nel mondo. Numero del decennio
- Il 1960 nel mondo. L'anno esplosivo
- Il 1961 nel mondo. L'Europa è viva
- Il 1962 nel mondo. L'Italia in prima fila
- Il 1963 nel mondo. La linea bollente
- Il 1964 nel mondo. Atleti e demagoghi
- Il 1965 nel mondo. Crisi di burro, boom di cannoni
- Il 1966 nel mondo. Cina contro tutti
- Il 1967 nel mondo. Il nuovo miracolo italiano

## Cinema
- 1939, Piccolo mondo antico (film 1941), film, regia di Mario Soldati, prodotto da Carlo Ponti e Federico Patellani[65]
- 1953, La lupa (film 1953), film, regia di Alberto Lattuada, aiuto regista: Federico Patellani
- 1954 - 1955, Viaggio in Magna Grecia, documentario, di Federico Patellani
- 1954 - 1955, Viaggio nei paesi di Ulisse, documentario, di Federico Patellani
- 1956, America pagana, lungometraggio, di Federico Patellani e Aldo Buzzi, regia di Federico Patellani[66]